# Jitzhak Schapira
Jitzhak Schapira (hebräisch יצחק שפירא, engl. Transkription Yitzhak Shapira; * 1966) ist ein israelischer Rabbiner, der mehrere Bücher veröffentlicht hat, die in Israel landesweit Aufmerksamkeit erregten.

## Leben und Wirken
Schapira lebt im Westjordanland in der jüdischen Siedlung Yitzhar und ist dort Vorsitzender der Dorshei-Yihudcha-Jeschiwa, einer Religionsschule. 2006 protestierte er dagegen, dass sein Kollege Jossi Peli wegen des Verdachts der Volksverhetzung verhaftet und verhört wurde, nachdem er in einem Artikel dafür eingetreten war, alle männlichen Palästinenser, die älter als 13 Jahre waren, entweder zu vertreiben oder zu töten.
Akiva Eldar, Kolumnist der Haaretz, behauptete 2009, dass diese Jeschiwa erhebliche finanzielle Unterstützung durch die israelische Regierung erhalte. Intellektuell ist er von den Rabbinern Abraham Isaak Kook und Yitzchak Ginsburgh beeinflusst worden.
2008 unterschrieb er ein Manifest, das die Unterstützung von zwei Israelis zum Inhalt hatte, die am Holocaust-Gedenktag zwei arabische Jugendliche verprügelt hatten. Im Januar 2010 wurde Schapira festgenommen, weil er verdächtigt wurde, im Dezember 2009 eine palästinensische Moschee im Dorf Yasuf angezündet zu haben.
2009 veröffentlichte er das mit Josef Elitzur verfasste Buch Die Tora des Königs, in welchem er schrieb, es sei Juden erlaubt, Nicht-Juden (einschließlich Kindern) zu töten, wenn diese Israel bedrohten. Die Voraussetzungen dafür seien unter anderem dann gegeben, wenn man annehmen dürfe, dass ein Kind als Feind des jüdischen Volkes aufwachse. Die Tötung sei weiterhin gestattet, um feindliche Regierungschefs unter Druck zu setzen oder wenn diese „im Weg seien“.
Das Buch wurde von der Jeschiwa HaRaayon HaYehudi in Jerusalem, herausgegeben, einer Institution, die den späten Ideen Rabbiner Meir Kahanes nahesteht. Das Buch enthält eine Empfehlung von Rabbiner Zalman Nechemia Goldberg. Ophir Pines-Paz, Mitglied der Knesset, erstattete Anzeige beim Generalstaatsanwalt gegen Schapira wegen der Veröffentlichung des Buches. Das Verfahren wurde 2012 von der Staatsanwaltschaft eingestellt, weil es keine ausreichenden Beweise dafür gebe, dass es mit der Absicht veröffentlicht worden sei, zum Rassismus aufzustacheln.
Im Oktober 2010 hielt er israelische Soldaten dazu an, Palästinenser als menschliche Schutzschilde zu missbrauchen, da es seiner Meinung nach gegen die wahren jüdischen Werte verstoßen würde, wenn ein Soldat sein Leben riskiere, um feindliche Soldaten oder Zivilisten zu schützen.

## Schriften (Auswahl)
- Jitzhak Schapira, Josef Elitzur: אל הר המור El har ha-mor. [1996/97].
- Torat Hamelech. [2009] (Die Tora des Königs).